# Чайковский театр драмы и комедии
Чайковский театр драмы и комедии — единственный театр юга Пермского края, он обслуживает население семи районов региона, а также нескольких районов Удмуртской Республики. За театральный сезон коллектив осуществляет от семи до девяти новых постановок, обслуживая более сорока тысяч зрителей. За годы существования театра в нем создавали свои спектакли режиссеры разных школ и направлений, которые прочно вошли в репертуар театра. В сентябре 2023 года Чайковский театр распахнул двери обновленного здания после четырехлетнего ремонта: новый зрительный зал, сцена, новое световое и звуковое оборудование – все это помогает воплощать самые смелые замыслы и удивлять зрителя.

## История
Театр начал свою работу 30 ноября 1982 года.. Он был перевезен из города Кизел, где существовал ранее с 1931 года по 1982 год. Распоряжением Пермского облисполкома № 658-р от 3. 08. 82 «О передислокации труппы Кизеловского драматического театра на постоянную работу в город Чайковский и создание Чайковского государственного драматического театра» был создан Чайковский государственный драматический театр.
Кизеловский театр драмы создан в феврале 1931 года.
В 1982 Кизеловский драматический театр, имевший к тому моменту полувековую историю, был переведен в город Чайковский и преобразован в Чайковский драматический. Открылся спектаклем "Мои надежды" по пьесе М.Шатрова. Большую часть труппы составили работники Кизеловского театра, основу репертуара -спектакли, перенесенные с кизеловской сцены. Первый главный режиссер - Л.Б.Журавская. С 1992 именовался Чайковским муниципальным драматическим театром, с 1997 - современное название.
Многие актеры так же переехали из города Кизел: Г. А. Гой-Борзенко, С. М. Борзенко, Л. И. Волкова, Е. Е. Журавская, И. В. Котов, К. Н. Медюк, Е. В. Незговоров, Л. Ф. Познанский, А. С. Ремнев, М. Ульянова, А. И. Храбров, А. А. Хлякин, В. М. Протасов, Г. И. Палехова.
Первое руководство театра: директор — Г. И. Малашин, главный режиссёр — Л. Б. Журавская, главный художник — А. Л. Давыдов.
Всего из Кизела было перевезено 14 спектаклей.    
В их числе: «Дурочка» Лопе де Вега, «Красные дьяволята» П. Бляхина, «Король Лир» В. Шекспира (режиссер – Л. Б. Журавская, художник – Е. Евлиобская. Постановка 1981 г.) и др.  
Театр работает как государственный драматический театр, но без упоминания Кизеловский, без официального разрешения Министерства культуры РСФСР и без официального статуса.  
Спустя семь месяцев выходит распоряжение Пермского облисполкома № 658-р от 3. 08. 82 «О передислокации труппы Кизеловского драматического театра на постоянную работу в город Чайковский и создание Чайковского государственного драматического театра». 
Основу театра составили артисты Кизеловского театра: Г.А. Гой-Борзенко, С.М.Борзенко,Л.И.Волкова, Е. Е. Журавская, И. В. Котов, К. Н. Медюк, Е. В. Незговоров, Л. Ф. Познанский, А. С. Ремнев, М. Ульянова, А. И. Храбров, А. А. Хлякин, В. М. Протасов, Г. И. Палехова.  
Активное пополнение труппы происходило в 1982-83 гг. В 1993 г. вместе с Н. А. Ширяевым приехала группа актеров в количестве 12 человек.  
В 1995 г. в труппу влились 6 выпускников Пермского государственного института  искусства и культуры.  
Руководство театром осуществляли: первый директор – Г. И. Малашин, главный режиссер – Л. Б. Журавская, главный художник – А. Л. Давыдов. Вместе с творческой частью театра переезд в Чайковский осуществляли работники постановочной части: гример-постижер З. К. Гуменная, бутафор Л. А. Гуменный, реквизитор Р. А. Попова, заведующий постановочной частью С. М. Чиганцев, костюмер Н. С. Чиганцева. 

Главное направление репертуарной политики первых лет работы театра можно определить как героико-романтическое.  
Директора театра: Г.И. Малашин (1982-83), С. В. Волковская (1983-84), Э. В. Зуйкина (1984-86), А. Б. Волков (1987-89). Исполняла обязанности директора в 1989-92 гг. Л. Б. Журавская. 
В 1992 г. введена должность художественного руководителя театра. Ее занял Г.И. Малашин (до 1997 г.). В 1993-94 гг. заслуженный артист РСФСР Н. А. Ширяев внутренним приказом по театру исполнял обязанности художественного руководителя и осуществлял основные постановки: «Призрак Александра Вольфа» Г. Газданова, «Смерть Тарелкина» А. В. Сухово-Кобылина, «10 миллионов франков или женитьба молодого художника» («Блэз» К. Манье), «Лаокоон» Ж. Ануйя, «Корабль дураков» Н. Коляды, «Аторквато» А. Николаи, «Бенефис для господ артистов» по А. П. Чехову, «Через год в тот же день» Б. Слейда, «Семейный портрет с неизвестным» С. Лобозерова, «Легенда о легенде» М. Любимова. Художественные руководители театра: М. Н. Бывалин (1999-2002), В. Н. Эминов (с 2002 г.). В 1997-98 гг. должность директора занимал В. П. Хлыстов.  
Главные режиссеры: Л. Б. Журавская (1982-92, 1997-2000), Л. А. Алексеев (2000-03), В. А. Конев (с 2004-08).  
Главные художники: А. А. Давыдов (1982-83), Ширлин (2000-02). В труппе театра работают 5 заслуженных артистов Российской Федерации: Г. А. Борзенко, Т. А. Волкова, Л. И. Волкова, И. В. Муран. 
Театр постоянно принимает участие в ежегодном фестивале «Пермская театральная весна». В 1984 г. диплом фестиваля в номинации «Лучшее исполнение женской роли» вручен Г. А. Борзенко за роль в спектакле «Любовь и голуби» В. Гуркина (режиссер – Л. Б. Журавская). 
За годы существования в театре были осуществлены значимые постановки, такие как:
- «Вся его жизнь» Е. Габриловича (режиссёр — Л. Б. Журавская, диплом Всероссийского театрального фестиваля, 1982 год);
- «Васса Железнова» М. Горького (режиссёр — Л. Б. Журавская, художник — А. Давыдов, диплома Всероссийского смотра спектаклей по произведениям М. Горького, 1983 год):
- «Похожий на льва» Р. Ибрагимбекова (режиссёр и художник — Л. Б. Журавская, диплом Всероссийского театрального фестиваля, посвященного драматургии народов СССР, 1983);
- «Любовь и голуби» В. Гуркина (режиссёр — Л. Б. Журавская, диплом «Лучшее исполнение женской роли» вручен Г. А. Борзенко, 1984 год);
- «Три сестры» А. П. Чехова (режиссёр — Л. Б. Журавская, признан лучшим, дипломами награждён ряд актеров, 1985 год);
- «На дне» А. М. Горького (режиссёр — Л. Б. Журавская, диплом 2 степени вручен Г. А. Борзенко, 1987 год);
- «Сказка о царе Салтане» А. С. Пушкина (режиссёр Л. Б. Журавская, диплом 2 степени, 1987 год);
- «Марья» А. Кудрявцева (режиссёр — Л. Б. Журавская, лучший спектакль, 1988 год);
- «Царевна — лягушка» Г. Соколовой (режиссёр — Л. Б. Журавская, рекомендован для показа на фестивале «Театры малых городов России»[2] в г. Москве, 1993 год);
- «Призрак Александра Вольфа» Г. Газданова (режиссёр — Н. А. Ширяев, Международный историко-художественный фестиваль «Вехи», 1993 год);
- «Аторквато» А. Николаи (режиссёр — Н. А. Ширяев, фестиваль «Театры малых городов России», 1994 год);
- «Старая актриса на роль жены Достоевского» Э. Радзинского (режиссёр — Г. Куцан, В. В. Костоусов — «Лучшая мужская роль сезона», 1995 год);
- Чайковский театр драмы и комедии на фестивале "КаМский".«Дом Бернарды Альбы» Ф. Гарсиа Лорки (режиссёр — Л. Б. Журавская, международный фестивале «Театр без границ», 1995 год);
- «Через год в тот же день» Б. Слейда (режиссёр — Н. А. Ширяев, международный фестивале «Театр без границ», 1995 год);
- «Фантазии Фарятьева» А. Соколовой (режиссёр — А. Дубов, номинация на театральный фестиваль «Волшебная кулиса», 1996 год);
- «Дары волхвов» О. Генри и Тэффи (режиссёр — В. М. Новоселов, Фестиваль «Волшебная кулиса», 2001 год);
- «Прощай, овраг!» А. Чутко по повести Л. Сергиенко (режиссёр — С. М. Борзенко, фестиваль «Волшебная кулиса», 2003 год);
- «Шутки» по А. П. Чехову (режиссёр — В. М. Новоселов, фестиваль «Волшебная кулиса», 2005 год);
- «Школа жен» Ж.-Б. Мольера (режиссёр — В. А. Конев, фестиваль «Волшебная кулиса», 2007 год);
- «Женитьба» Н. В. Гоголя (режиссёр — А. А. Орлов, фестиваль «Волшебная кулиса», диплом вручен В. М. Князеву за роль Подколесина, 2011 год);
- «Тринадцатая звезда» В. Ольшанского (режиссёр — А. А. Орлов, фестиваль «Волшебная кулиса», «Лучшая мужская роль» — И. В. Костоусов, 2013 год);

## Руководство
- Художественный руководитель - Мария Юрьевна Картазаева
- Заведующий труппой театра- Кирилл Валерьевич Максимов
- Главный администратор театра- Ильсия Фанисовна Гоголева

## Структура театра
Байдин Егор Александрович - заведующий художественно-постановочной частью.
Петухова Лидия Викторовна- начальник хозяйственного отдела.
Рустамова Светлана Александровна - заведующая реквизиторским цехом.
Левичев Михаил Альбертович - заведующий театрально-производственной мастерской.
Яснов Василий Владимирович - механик по обслуживанию звуковой техники.
Трубин Андрей Владимирович - звукорежиссёр.
Глухова Светлана Васильевна - заведующая костюмерным цехом.
Энже Муллануровна Трубина - Художник – гример высшей категории.
Дарья Александровна Шабурова - Художник- Бутафор Высшей категории.
Илья Жамилевич Аглеев - Художник по свету высшей категории.
Лилия Николаевна Кузнецова -  Художник- модельер театрального костюма.
Лилия Вячеславовна Бережненко - Художник – декоратор Высшей категории.
Гоголева Ильсия Фанисовна- главный администратор театра.

## Труппа театра

### Действующая труппа театра
- Волков Алексей Борисович — артист драмы, ведущий мастер сцены;
- Волкова Лидия Ионовна — заслуженная артистка РФ[3], артистка драмы, ведущий мастер сцены;

- Картазаева Мария Юрьевна — артистка драмы первой категории;
- Костоусов Василий Викторович — заслуженный артист РФ, артист драмы, ведущий мастер сцены;
- Гречан Елена Геннадьевна — артистка драмы первой категории;
- Дорохова Светлана Валерьевна — артистка драмы высшей категории;
- Ляйс Александр Викторович — артист драмы первой категории;
- Палехова Галина Ивановна — артистка драмы высшей категории;
- Панина Анастасия Валерьевна — артистка драмы первой категории;
- Лаптев Данил Антонович - артист драмы первой категории;
- Максимов Кирилл Валерьевич - артист драмы высшей категории;
- Тетенова Светлана Геннадьевна — артистка драмы высшей категории;
- Доморощенов Дмитрий Валерьевич - артист драмы;
- Анисимов Алексей Александрович  - артист драмы;
- Пантющев Сергей Александрович - артист драмы высшей категории;
- Баталова Александра Анатольевна -артистка драмы высшей категории;
- Гайнулин Наиль Муратович - артист драмы второй категории;
- Ромадин Михаил Дмитриевич - артист драмы второй категории;
- Зуев Денис Александрович - артист драмы второй категории.

###### В разное время в театре работали
- - Борзенко Сергей Михайлович — артист драмы, ведущий мастер сцены;
  - Гой - Борзенко Галина Анатольевна - заслуженная артистка РФ.
  - Брянский Виталий Анатольевич — артист драмы высшей категории;
  - Буданова Нина Павловна — артистка драмы высшей категории;
  - Бурылова Надежда Владимировна — артистка драмы первой категории;
  - Волкова Татьяна Андреевна — заслуженная артистка РФ, артистка драмы, ведущий мастер сцены;
  - Гонина Анастасия Алексеевна — артистка драмы второй категории;
  - Калашников Константин Александрович — артист драмы второй категории;
  - Князев Владимир Михайлович — артист драмы, ведущий мастер сцены;
  - Малашина Людмила Аркадьевна — артистка драмы высшей категории;
  - Муран Инесса Викторовна — заслуженная артистка РФ, артистка драмы, ведущий мастер сцены;
  - Шаповалова Лариса Борисовна — артистка драмы высшей категории
  - Снимщикова Ольга Леонидовна — артистка драмы, ведущий мастер сцены;
  - Просянников Игорь Алексеевич — артист драмы первой категории;
  - Палкин Артем Олегович — артист драмы высшей категории;
  - Сенько Елена Васильевна — артистка драмы высшей категории;

## Репертуар

### Вечерние спектакли
- "Снегопад для Киры" В.Денисов"КАК БОГИ"  Ю.Поляков (реж. А.Палкин)
- "ZВЕРЬ!YO" Д.Нигро (реж. С.Пантющев)
- "РОМАН С КОКАИНОМ" М. Агеев (реж. Д.Доморощенов)
- "ВОСЕМЬ ЛЮБЯЩИХ ЖЕНЩИН" Р.Тома (реж. А.Орлов)
- "СОЛОВЬИНАЯ НОЧЬ" В.Ежов (реж. А.Орлов)
- "КОРОЛЬ ЛИР" У.Шекспир (реж. И.Бармасов)
- "ДОХОДНОЕ МЕСТО" А.Островский  (реж. И.Бармасов)
- "ЛЮКС ДЛЯ ИНОСТРАНЦЕВ" Д.Фриман  (реж. А.Орлов)
- "СНЕГОПАД ДЛЯ КИРЫ" В.Денисов (реж. С.Пантющев)
- "ДВА БИЛЕТА НА КОВЧЕГ" У.Хуб (реж. С.Пантющев)
- "ФИЛОСОФСКИЕ СКАЗКИ" С. Козлов  (реж. И.Ткаченко)
- "Не так живи,как хочется" А.Островский (реж. П.Никитенко)

### Театр — детям
- "КЛОЧКИ ПО ЗАКОУЛОЧКАМ" Г.Остер (реж. С.Тетенова)
- "МУХА-ЦОКОТУХА" К.Чуковский (реж. А.Орлов)
- "ЗАЙКА-ЗАЗНАЙКА" С.Михалков (реж. А.Палкин)
- "БАМБУКОВЫЙ ОСТРОВ" А.Богачева (реж. С.Пантющев)
- "НОВЫЕ ПРИКЛЮЧЕНИЯ КОТА В САПОГАХ" Д.Доморощенов (реж. Д.Доморощенов)
- "ТРИ ИВАНА" Ю.Ким (реж. А.Орлов)
- "ТЕРЕМОК" С.Маршак (реж. С.Тетенова)

## Фестивальная жизнь
Театр принимает участие в гастрольной деятельности. Также ездит на фестивали разного формата: фестиваль "КаМский", фестиваль театральных капустников профессиональных театров Пермского края «Соленые уши», Российский фестиваль-конкурс театральной импровизации «Веселая коза», фестиваля-смотра премьер профессиональных театров Пермского края «Театральная весна» и другие.

## Пресса о театре. Печатные издания
ПЕЧАТНЫЕ ИЗДАНИЯ О ТЕАТРЕ

## Пресса о театре. Видеоматериалы
ВИДЕОМАТЕРИАЛЫ О ТЕАТРЕ

## Технические характеристики
ТЕХНИЧЕСКИЕ ХАРАКТЕРИСТИКИ

## Контакты
МУНИЦИПАЛЬНОЕ БЮДЖЕТНОЕ УЧРЕЖДЕНИЕ ИСКУССТВА
«ЧАЙКОВСКИЙ ТЕАТР ДРАМЫ И КОМЕДИИ»
Адрес: Пермский край, г. Чайковский, ул. Вокзальная, д. 5\2
Телефон: +7 (342) 413 - 24 - 88
Почта: chaikteatr@yandex.ru
Режим работы кассы театра:
Вторник – пятница — с 14.00 до 18.00
Суббота, воскресенье — с 10.00 до 12.00 и с 16.00 до 18.00

Понедельник — выходной